# Cap Anamur (Schiff, 1983)
Die Cap Anamur ist ein Stückgutfrachter, der als Rettungsschiff der Hilfsorganisation Cap Anamur / Deutsche Not-Ärzte e.V. Bekanntheit erlangt hat. Beide Namen sind historisch und thematisch unmittelbar verknüpft und leiten sich vom Kap Anamur ab, dem südlichsten Kap der Türkei im Mittelmeer in der türkischen Provinz Mersin.

## Geschichte
Das Mehrzweck-Stückgutschiff wurde 1982/83 von der Brand-Werft in Oldenburg gebaut und am 26. März 1983 als Sandra an die Elsflether Reederei Klaus Mink abgeliefert. 1985 war das Schiff unter dem Namen Band Aid III verchartert um Hilfslieferungen nach Äthiopien zu bringen. Von 1989 bis 1994 wurde das Schiff als Arnafell von der Klaus Mink „SANDRA“ GmbH unter zypriotischer Flagge betrieben und lief danach bis 2003 als Andra für die Cedrela Navigation Company unter Antigua-Flagge.

## Einsatz als Rettungsschiff
Bereits ab 1979 hatte die Hilfsorganisation Ein Schiff für Vietnam eine Cap Anamur gechartert und von diesem 1982 auch den Namen übernommen. Von den bei Cap Anamur / Deutsche Notärzte eingegangenen Spendengeldern wurde im Frühjahr 2004 die Andra gekauft und unter die Bereederung der NSB Niederelbe Schiffahrtsgesellschaft gestellt. Als Cap Anamur diente sie der Hilfsorganisation ab 14. Februar 2004.  Die erste Fahrt als Cap Anamur führte im März 2004 von Lübeck nach Westafrika.
Erneut in die Schlagzeilen geriet das Schiff im Juli 2004. Bei ihrem ersten Einsatz im Mittelmeer wurden 37 Flüchtlinge vor der afrikanischen Küste an Bord genommen, welche ihre Herkunft zuerst mit „Sudan“ angaben, wobei sich herausstellte, dass 31 aus Ghana und sechs aus Nigeria stammten. Ihre Anträge auf Asyl in Deutschland wurden abgelehnt, da sich das Schiff nicht in deutschen Gewässern befand. Nach fast dreiwöchiger Blockade erteilten die italienischen Behörden der Cap Anamur am 12. Juli die Einlaufgenehmigung in den sizilianischen Hafen Porto Empedocle. Die 37 Flüchtlinge wurden in ein Lager gebracht. Kurz nach der Landung wurde das Schiff beschlagnahmt, der Kapitän Stefan Schmidt, der 1. Offizier und der Chef der Hilfsorganisation Elias Bierdel wurden wegen Beihilfe zur illegalen Einreise festgenommen. Am 7. Oktober 2009 erfolgten Freisprüche, die vorerst nicht rechtskräftig waren. Kritiker warfen dem Cap Anamur / Deutsche Notärzte e. V. vor, das Leid von Menschen zur Durchsetzung politischer Ziele zu missbrauchen. Auch der ehemalige Vorsitzende Rupert Neudeck kritisierte das Vorgehen der neuen Schiffsbesatzung um Elias Bierdel und sprach von einem Verlust der Glaubwürdigkeit in die Hilfsorganisation. Die Beschuldigten kritisierten ihrerseits das bürokratische und „inhumane“ Vorgehen in der EU-Flüchtlingspolitik. Am 16. Juli 2004 wurden die drei Besatzungsmitglieder, begleitet von Sympathiekundgebungen in ganz Italien, wieder freigelassen. Am 20. Juli wurden fast alle nigerianischen (ein einziger durfte vorläufig in Italien bleiben) und am 22. Juli die ghanaischen Flüchtlinge in ihre Heimat abgeschoben. Infolge dieser Aktion trennte sich der Cap Anamur / Deutsche Notärzte e. V. von seinem Ersten Vorsitzenden Elias Bierdel.
Am 18. Februar 2005 wurde das Schiff wieder freigegeben und lief Richtung Kroatien aus.
Im März 2005 beschloss das Komitee den Verkauf der zweiten Cap Anamur. Da das Schiff fast acht Monate lang als Beweismittel in Italien beschlagnahmt war, wurden in dieser Zeit Verträge mit Transportunternehmen abgeschlossen, um die Hilfsprojekte logistisch bewältigen zu können. Durch die langfristigen neuen Bindungen wäre der zusätzliche Einsatz und Unterhalt eines eigenen Schiffes zu teuer gewesen. Der Verkauf wurde im April 2005 abgeschlossen.

## Verbleib des Schiffes
Nach dem Verkauf wurde das Schiff in Baltic Betina umbenannt und wieder als Frachtschiff eingesetzt.

## Sonstiges
Am 13. Dezember 2009 wurde der Kapitän des Schiffes, Stefan Schmidt, in Berlin mit der Carl-von-Ossietzky-Medaille ausgezeichnet. Weiterhin bekam Schmidt 2006 den Menschenrechtspreis der Stiftung Pro Asyl.